# Dhofar 280
Koordinaten: 19° 19′ 36″ N, 54° 47′ 0″ O
Der Mondmeteorit Dhofar 280 (Abkürzung: Dho 280) wurde am 14. April 2001 in der Region Dhofar im Südwesten des Sultanats Oman gefunden. Insgesamt wurden 251,2 g geborgen. Möglicherweise ist er mit dem Meteoriten Dho 081 gepaart, d. h. beide sind Bruchstücke desselben Meteoriten.
In diesem Meteoriten wurden die drei vorher unbekannten Eisen-Silicium-Mineralphasen FeSi, FeSi2 und Fe2Si gefunden, was Voraussagen von Bruce Hapke aus dem Jahr 1973 über die Entstehung von Eisenverbindungen durch Weltraum-Erosion bestätigte. Die Phase Fe2Si wurde hierbei nach Prof. Hapke als Hapkeit bezeichnet.